# Parque Bruil

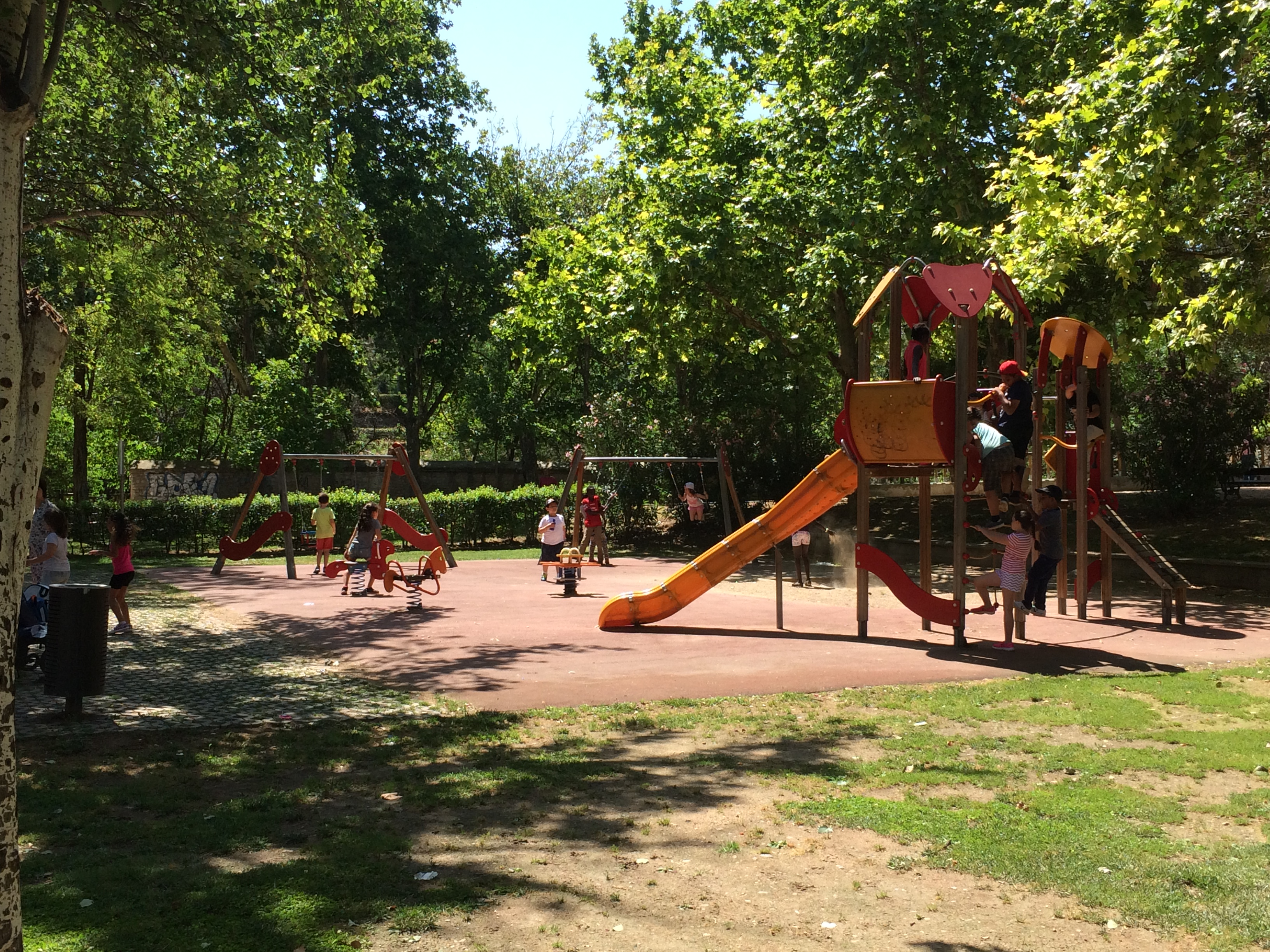
Zona de juegos infantiles

El parque Bruil es, con 4 hectáreas de superficie, uno de los parques de mayor extensión de la ciudad de Zaragoza. Está situado en el casco histórico de la ciudad, en torno a la zona del río Huerva. Debe su nombre a Juan Faustino Bruil y Olliarburu, destacado banquero y político zaragozano que llegó a ser ministro de hacienda en 1854. Fue propietario de la finca en la que se asienta el parque actual durante parte del siglo XIX.

## Entorno
Puede destacarse en el parque su gran superficie de césped (28 870 m²) así como árboles de gran altura, varias pistas deportivas y de petanca y las zonas de juegos infantiles.

## Historia
La construcción del parque fue proyectada en 1956 por el Ayuntamiento de Zaragoza en unos terrenos anteriormente pertenecientes a José María Monserrat Pano. La expropiación de los mismos fue problemática y se debatió el proyecto desde 1953. La inauguración del parque se produce definitivamente el 18 de julio de 1965.
El 13 de octubre de 2022, durante el transcurso de las fiestas del Pilar actuó en el parque, Leticia Sabater.

## Monumentos

### Estructura de piedras imitando una muralla

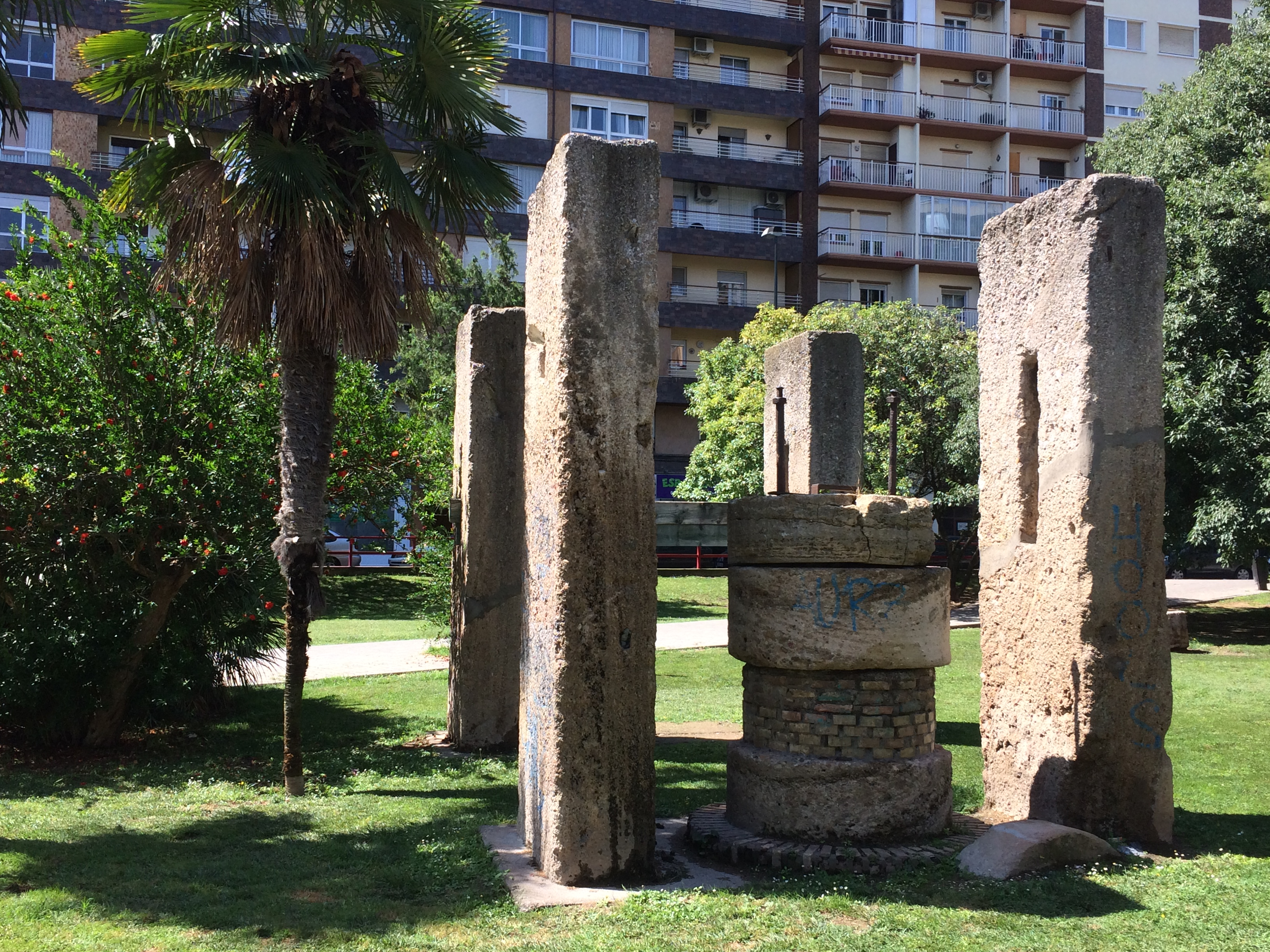
Antiguo molino de Juan Martín de Goicoechea

Construida en 1984 por Mariano Berges Andrés y Angel Ibáñez Marruedo. 
Es una imitación de la muralla romana de Zaragoza

### Restos del Molino de Juan Martín de Goicoechea
Los pocos restos de un antiguo molino de aceite que data del siglo XVIII son husillo de metal, dos estructuras de piedra paralelas con la lavija de madera que tiene como función servir de apoyo a la viga desaparecida y otras dos estructuras de piedra, llamadas vírgenes, donde se colocan los capachos y la regafa para proceder al prensado.
Asimismo, bajo la copa de un gran árbol se encuentra una piedra circular de gran tamaño que posiblemente formara parte del molino.
En las cercanías, se localizan cuatro piedras más circulares y dos rulos que integrarían parte del moledero.

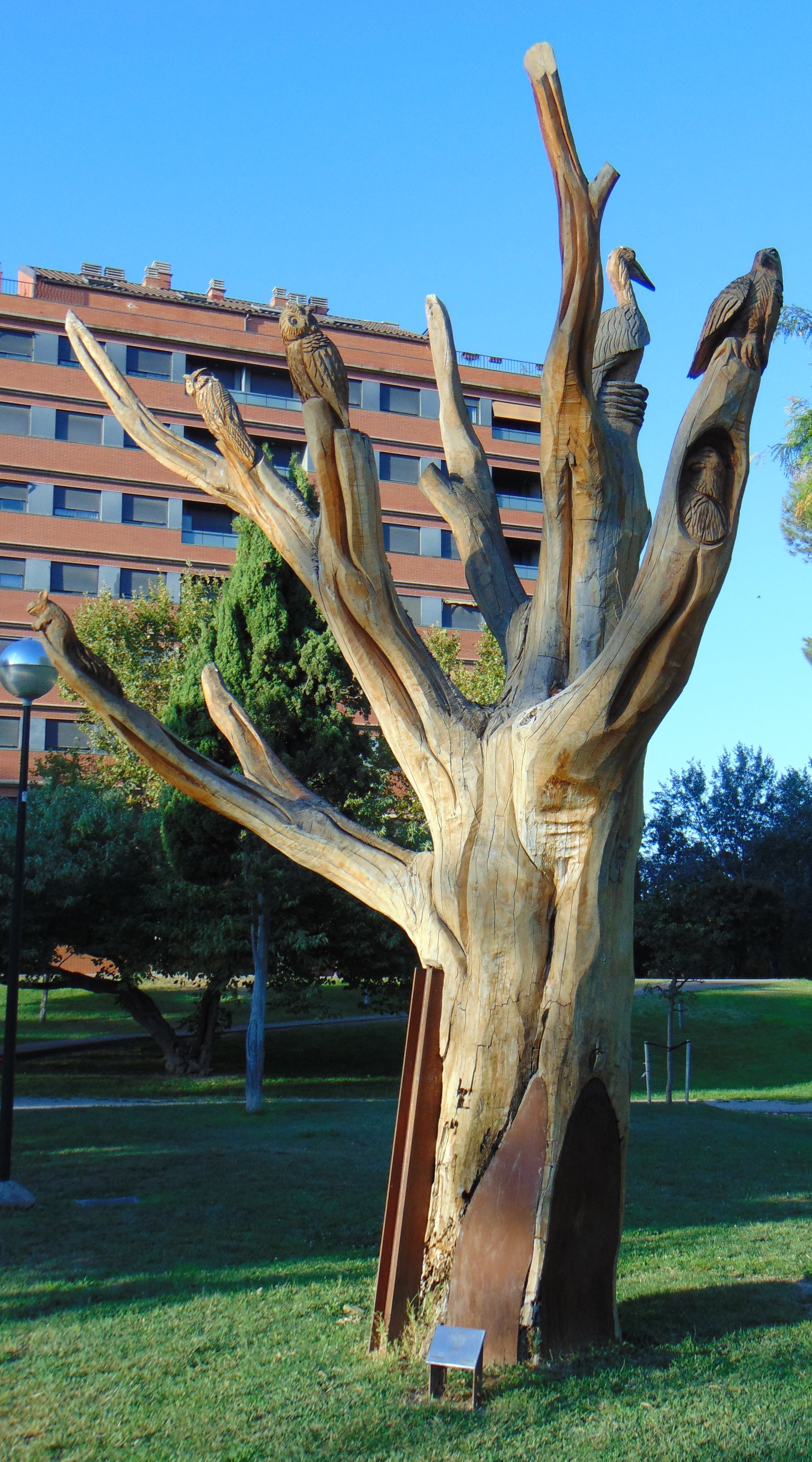
Homenaje a la biodiversidad

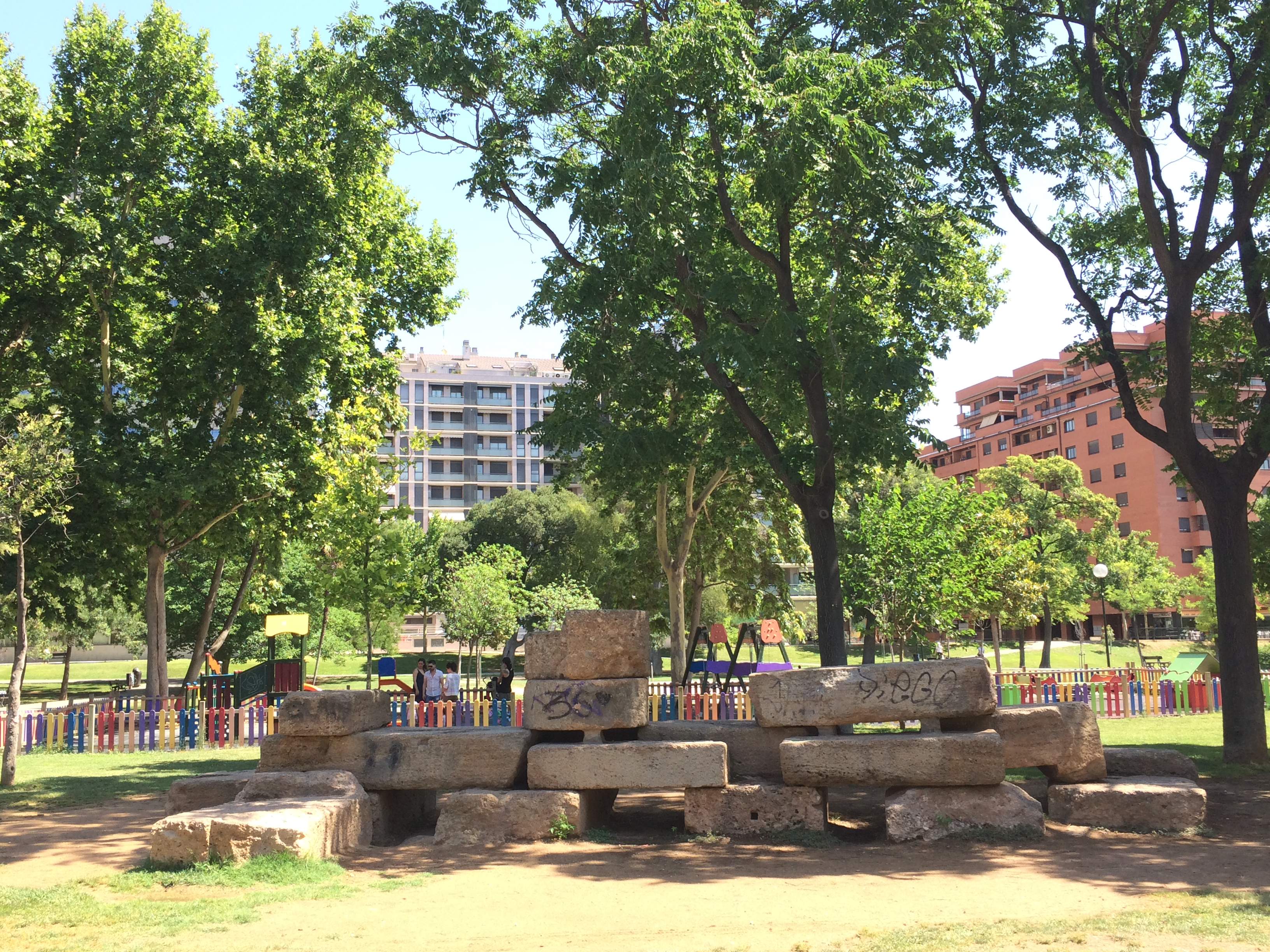
Escultura de piedras
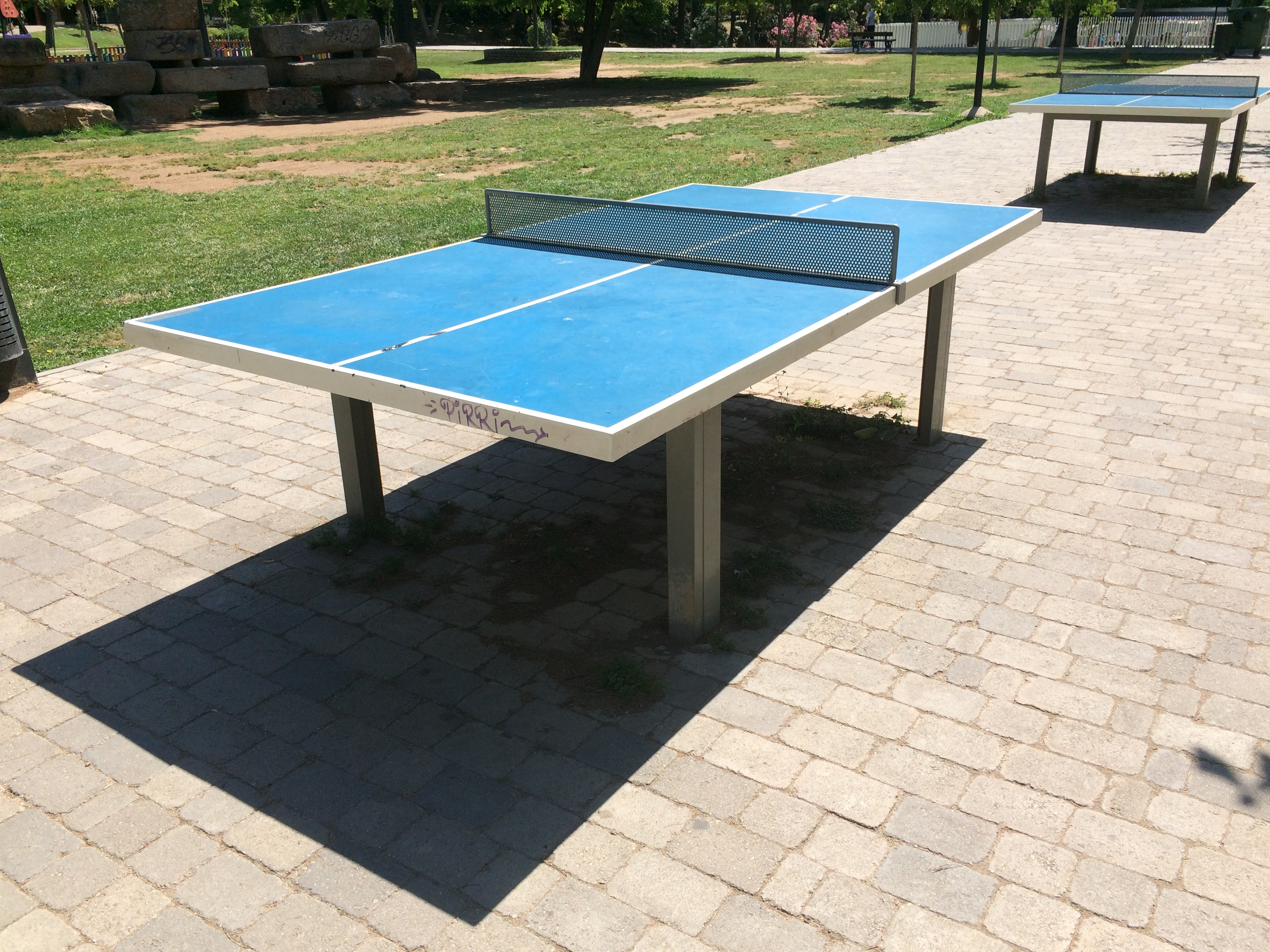
Mesas de ping-pong
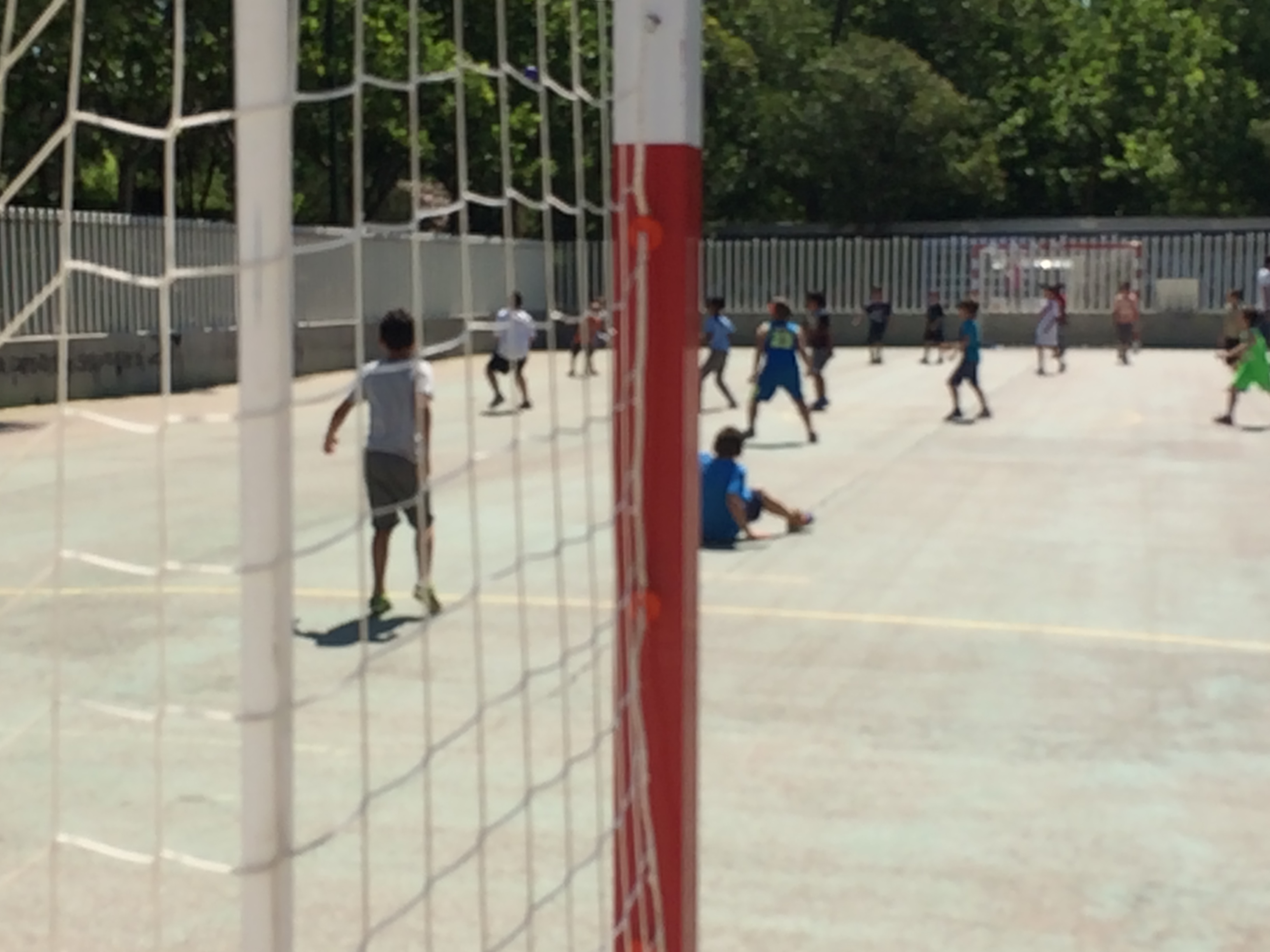
Campo de fútbol
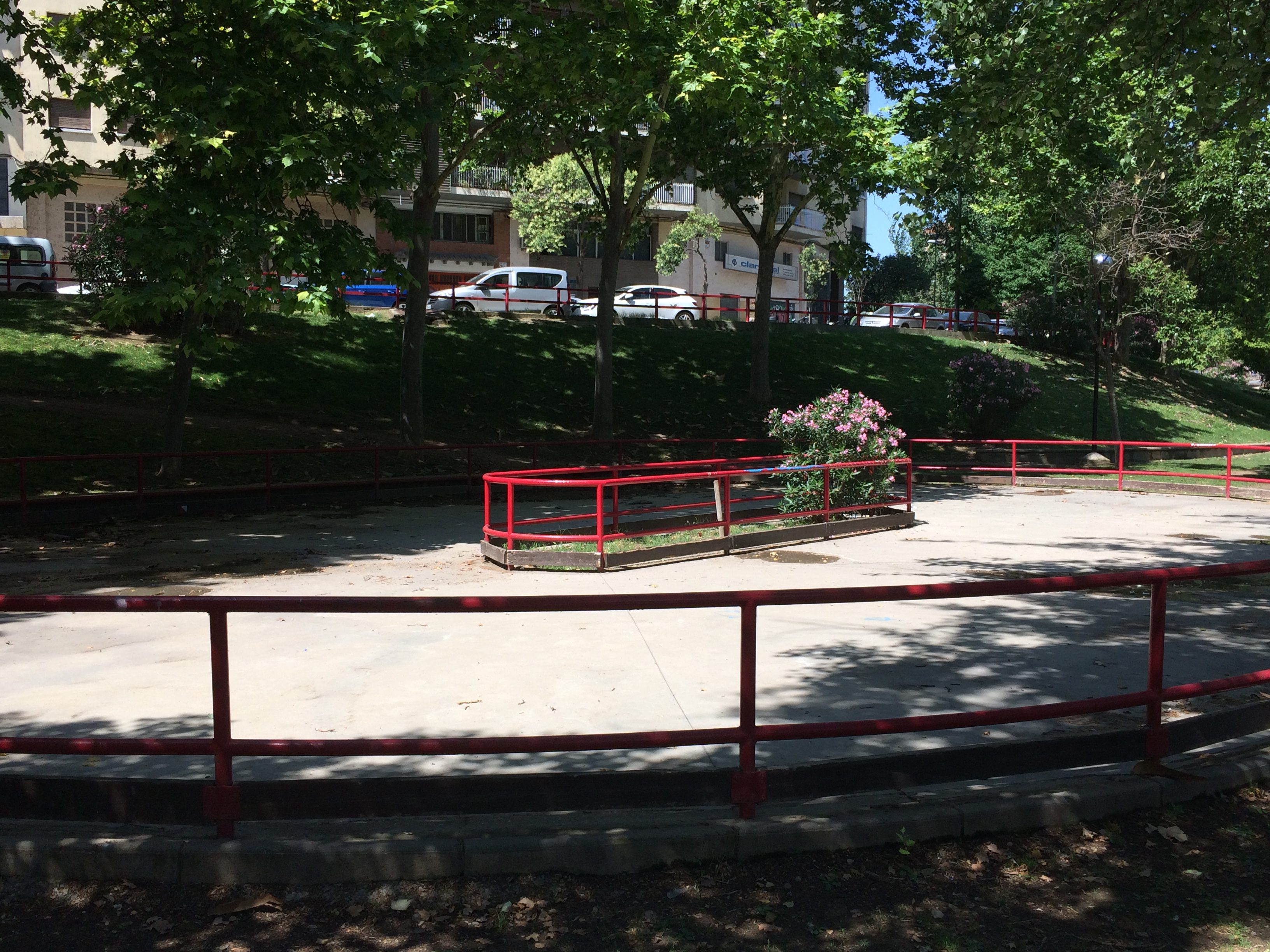
Pista de patinaje
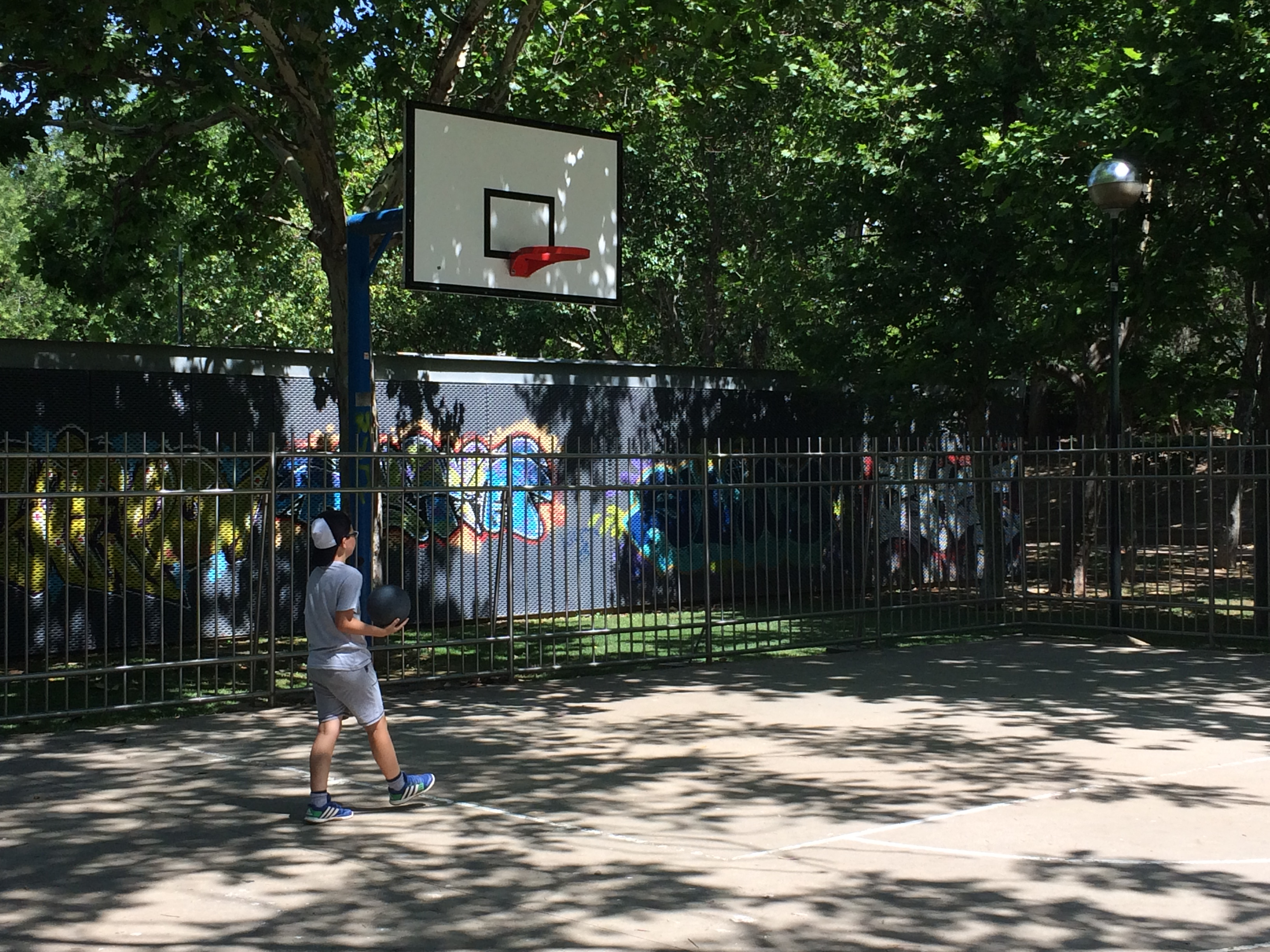
Cancha de baloncesto